# 斉藤昌
斉藤 昌（さいとう しょう、1929年11月25日 - 2010年7月15日）は日本の女性声優。東京都出身。マウスプロモーションに所属していた。斉藤 昌子（さいとう しょうこ）名義でも活動した。本名は渋沢 昌子（しぶさわ しょうこ）。

## 経歴
学習院大学卒業。
俳優座付属養成所1期生、ラジオ東京放送劇団1期生、俳優小劇場、劇団俳小、織田事務所、エー・アンド・イーを経て、マウスプロモーションに所属していた。
2010年7月15日に死去。80歳没。

## 人物
おばあさん役の声優で知られていた。
趣味・特技は義太夫。

## 後任・代役
- 喜代原まり - （『ポセイドン・アドベンチャー』看護婦）※テレビ朝日版のWOWOW追加録音分
- 沢田敏子 - （『ブリジット・ジョーンズの日記 ダメな私の最後のモテ期』ジュマ・ジョーンズ）
- 勝生真沙子 - （『スター・ウォーズ エピソード2/クローンの攻撃』ベルー・ラーズ）

## 出演

### テレビアニメ
1975年
- 宇宙の騎士テッカマン（美子）

1976年
- ほかほか家族（山野ヨネ〈2代目〉）

1977年
- 家なき子

1978年
- 未来少年コナン（メイザル）

1979年
- ジャン・バルジャン物語

1980年
- あしたのジョー2（1980年 - 1981年）
- ニルスのふしぎな旅（母リス）

1981年
- 愛の学校クオレ物語（アドリアナ）
- 新・ど根性ガエル（1981年 - 1982年、母ちゃん 他）

1982年
- 逆転イッパツマン（園長）
- The・かぼちゃワイン（北条夫人）

1983年
- 魔法のプリンセス ミンキーモモ（老夫人）

1985年
- ダーティペア（ミレーヌ）

1986年
- 青春アニメ全集（中北夫人）

1987年
- ことわざハウス（おばあさん）

1988年
- グリム名作劇場（王妃）
- 小公子セディ（メロン夫人）

1990年
- 魔法のエンジェルスイートミント（魔法使い）

1992年
- 風の中の少女 金髪のジェニー（マリアン）
- 姫ちゃんのリボン（大地の祖母）
- 森の妖精ノーム（リサ）

1994年
- 魔法陣グルグル（ばあさん）

1995年
- 鬼神童子ZENKI（役サキ）
- 十二戦支 爆烈エトレンジャー（継母、おばあさん）

1997年
- 手塚治虫の旧約聖書物語（ノア夫人）

1998年
- 南海奇皇（安藤春代、ガル）

1999年
- THE ビッグオー（老婆）
- トラブルチョコレート

2000年
- サイバーシックス（老女）
- 週刊ストーリーランド（おばちゃん、トメ）

2001年
- 超GALS!寿蘭（パームツリーオーナー）
- 魔法少女猫たると（こがね屋のバアさん）

2003年
- なるたる（シイナの祖母）

2004年
- 風人物語（おばあちゃん）

2005年
- エレメンタル ジェレイド（ケイト）
- NARUTO -ナルト-（山椒ばあさん）
- ふしぎ星の☆ふたご姫（ばあや、風使い婆）

2006年
- 恋する天使アンジェリーク〜心のめざめる時〜（老婆）
- RED GARDEN（理事長）

2008年
- 紅-KURENAI-（銭湯の番台）

### 劇場アニメ
1982年
- 新・ど根性ガエル ど根性・夢枕（母ちゃん）

1984年
- 綿の国星（アパートの主婦B）

1986年
- ウインダリア（ギネビア）

1989年
- 魔女の宅急便

1991年
- 老人Z（高沢ハル、Zのコンピューター）

1992年
- アップフェルラント物語（カロリーナ女王）

2002年
- WXIII 機動警察パトレイバー（岬喜江子）

### OVA
- ダーティペア ラブリーエンゼルより愛をこめて（1987年、ミレーヌ）
- GOLDEN BOY さすらいのお勉強野郎（1995年、うどん屋の奥さん）

### ゲーム
- 玉繭物語（1998年、ジバラ）

### ドラマCD
- MIND ASSASSIN 3（1996年、かずいの祖母）
- FALCOM SPECIAL BOX '97 [DISC1] CDドラマ 英雄伝説III VS ブランディッシュ+VT（1996年、ヴァート）
- Weiß kreuz Dramatic Collection III Kaleidoscope Memory（1998年、老人C）

### 吹き替え
- 愛と青春の旅だち ※フジテレビ版
- 赤ちゃんに乾杯! ※フジテレビ版
- アボンリーへの道（レイサム夫人）
- アメリカン・ヒーロー
- ER緊急救命室
  - シーズン1 #10（マー・ガリット〈ロリン・ディルズ・ヴォゾフ〉）、#21（ゲインズリー〈ペギー・ポープ〉）
  - シーズン2 #8（おばあちゃん〈アン・ウェルドン〉）
  - シーズン3 #6（ドック〈キャロル・ゴールドマン〉）、#19（ロメロ夫人〈パトリシア・プレイス〉）
  - シーズン5 #19（リーナ・モーガン〈デブラ・ムーニー〉）
  - シーズン7 #17（ハワード〈エイドリアン・リカード〉）
  - シーズン8 #22（ルイーズ）
  - シーズン11 #13（ガーティー・マクドー〈ヴェロニカ・レッド〉）
- インディ・ジョーンズ/若き日の大冒険
- ウォール街（ドロレス）※機内上映版
- エンジェル（ロッティ伯母さん）
- カーラの結婚宣言
- 風と共に去りぬ（ピティパットおばさん）※ワーナー版
- ゴーストバスターズ（図書館員〈アリス・ドラモンド〉）※フジテレビ版（日本語吹替完全収録版Blu-ray BOX収録）
- コードネームはファルコン（クリストファーの母〈ジョイス・ヴァン・パタン〉）
- ザ・クライアント 依頼人（ママ・ラブ）※ソフト版
- 新スタートレック シーズン3 #71「英雄症候群」（ペリン〈ジョアンナ・マイルズ〉）
- スター・ウォーズ エピソード4/新たなる希望（ベルー・ラーズ[14]）※VHS版・DVD版
- 聖なる嘘つき（エスター）
- セックス・アンド・ザ・シティ
- セックス・アンド・ザ・シティ2
- 卒業（カールソン夫人）※TBS版（思い出の復刻版ブルーレイに収録）
- 探偵レミントン・スティール
- 超高層プロフェッショナル（ドリス）
- 月の輝く夜に（リタ〈ジュリー・ボヴァッソ〉）※ANA機内上映版
- パットン大戦車軍団 ※日本テレビ新録版
- ブリジット・ジョーンズの日記シリーズ（ブリジットの母親〈初代〉）
  - ブリジット・ジョーンズの日記（ブリジットの母親〈ジュマ・ジョーンズ〉）
  - ブリジット・ジョーンズの日記 きれいそうなわたしの12か月（ブリジットの母親〈ジュマ・ジョーンズ〉）
- ペーパー・ムーン（エドナ）
- マイ・ブルー・ヘブン（ヴィニーの母〈ジュリー・ボヴァッソ〉）
- ヤング・シャーロック/ピラミッドの謎
- ワイルド・ソーンベリーズ ムービー（コーディリア〈リン・レッドグレーヴ〉）

### 特撮
- 勝手に!カミタマン 第35話（ミチコの祖母）

### オーディオブック
- ハッピーバースデー（祖母）